# Димитрий (Капанадзе)
Епи́скоп Дими́трий (груз. ეპისკოპოსი დიმიტრი, в миру Рама́з Ванге́рович Капана́дзе, груз. რამაზ ვანგერის ძე კაპანაძე; 19 июня 1975, Хорити, Имеретия — 23 января 2022, Грузия) — архиерей Грузинской православной церкви, епископ Хорнабуджский и Эретский (2015—2022).

## Биография
Родился 19 июня 1975 года в деревне Хорити Харагульского района в многодетной семье — у него было 2 брата и 2 сестры.
16 декабря 1995 года был пострижен в монашество с наречением имени в честь великомученика Димитрия Солунского.
10 марта 1996 года был хиротонисан во иеродиакона, а 12 января 1997 года — во иеромонаха.
11 октября 2013 года решением Священного синода Грузинской православной церкви был избран епископом Маргветским и Убисским.
27 октября того же года последовало его епископское рукоположение в кафедральном соборе Светицховели, которое возглавил католикос-патриарх всея Грузии Илия II.
12 январе 2015 года переведён на Хорнабуджскую епархию
25 мая 2015 года Священный синод поручил епископу Хорнабуджскому Димитрию временное управление Эретской епархией
Скончался 23 января 2022 года на 47-м году жизни от последствий коронавирусной инфекции.